# BD+20 2457
BD+20 2457 är en ensam stjärna i mellersta delen av stjärnbilden Lejonet. Den har en skenbar magnitud av ca 9,75 och kräver åtminstone ett mindre teleskop för att kunna observeras. Baserat på parallax enligt Gaia Data Release 2 på ca 0,60 mas, beräknas den befinna sig på ett avstånd på ca 5 400 ljusår (ca 1 700 parsek) från solen. Den rör sig bort från solen med en heliocentrisk radialhastighet på 146 km/s.

## Egenskaper
BD+20 2457 är en orange till röd ljusstark jättestjärna av spektralklass K2 II, som är mycket metallfattig och har ett innehåll av element tyngre än väte och helium som endast 10 procent av solens. Den har en massa som är ca 2,8 solmassor, en radie som är ca 49 solradier och har ca 1 480 gånger solens utstrålning av energi från dess fotosfär vid en effektiv temperatur av ca 4 100 K.

## Planetsystem
Den 10 juni 2009 tillkännagavs två exoplaneter med minsta massa 21,4 och 12,5 gånger Jupiters massa att kretsa runt BD+20 2457 med omloppsperiod på 380 och 622 dygn för den inre respektive yttre planeten. En dynamisk analys visar att det föreslagna systemet är instabilt på astronomiskt korta tidsskalor och därför är det osannolikt att den föreslagna planetkonfigurationen är korrekt: ytterligare data behövs för att fastställa en fysiskt rimlig förklaring till variationerna i radiell hastighet hos stjärnan.